# Ервасов, Руслан Валерьевич
Руслан Валерьевич Ервасов (род. 17 мая 1997) — российский государственный, политический и общественный деятель. Двукратный чемпион мира по силовому двоеборью по версии WRPF (2017, 2018). Президент Ассоциации Молодых Врачей и Студентов-Медиков России. Член Общественного совета при Федеральном Агентстве по делам молодежи Российской Федерации

## Общественная деятельность
В 2018—2022 годах — помощник депутата Государственной думы Федерального собрания Российской Федерации.
3 августа 2020 года назначен членом Севастопольской городской избирательной комиссии с правом совещательного голоса.
25 марта 2022 года избран на должность президента Ассоциации молодых врачей и студентов-медиков России.
13 мая 2022 г. Президент Ассоциации Молодых Врачей и Студентов-Медиков России Руслан Ервасов вошел в состав Общественного совета при Федеральном агентстве по делам молодёжи
В обновленном составе - 24 эксперта молодёжной политики, представители профессиональных сообществ и некоммерческих организаций, занятых в сфере полномочий агентства.
«На сегодняшний день в Российской Федерации свыше 350 тысяч молодых врачей, аспирантов, ординаторов и студентов-медиков. Они безусловно должны иметь свой голос в главном органе исполнительной власти, который курирует молодежную политику» - отметил Руслан Ервасов.
Персональный состав общественного совета был сформирован из числа кандидатов, отобранных на конкурсной основе, и утвержден Руководителем Федерального Агентства по делам молодежи РФ Ксенией Разуваевой по согласованию с советом Общественной палаты. Новый состав утвержден в приказе №153 от 6 мая 2022 г.
Срок полномочий состава составляет три года с момента проведения первого заседания вновь сформированного состава. Компетенции Общественного совета связаны с общественным контролем за деятельностью Федерального Агентства по делам молодежи (Росмолодежь). Совет оценивает работу общественных инициатив, проекты нормативных правовых актов, бюджетных заявок Росмолодёжи с выделением бюджета на содержание центрального аппарата и готовит по ним рекомендации. Также совет рассматривает результаты государственного контроля агентства, вопросы о противодействии коррупции, участвует в работе аттестационных и конкурсных комиссий по замещению должностей и взаимодействует со СМИ. 
Руслан Ервасов избрался в Общественный совет от общероссийской общественной организации «Общество Врачей России»

## Спортивные достижения
Спортивную карьеру начал в четырнадцатилетнем возрасте. В период с 2013 по 2019 год неоднократно занимал призовые места на чемпионатах России, Европы и Мира по пауэрлифтингу, силовому двоеборью и жиму штанги лежа. На настоящий момент продолжает выступления в большом спорте, а также возглавляет Московский Конгресс Молодежного Спорта.
1. Чемпион мира по силовому двоеборью в весовой категории до 75 кг по версии WRPF 2017[5]
2. Чемпион мира по жиму штанги лежа в весовой категории до 75 кг по версии АСМ "Витязь" (юниоры 20-23) 2017[6]
3. Серебряный призёр кубка мира по пауэрспорту в весовой категории до 75 кг (открытая возрастная группа) по версии IPL 2017[7][8]
4. Победитель всероссийского мастерского турнира по жиму штанги лежа 2018 по версии Союза пауэрлифтеров России
5. Чемпион России по пауэрлифтингу в весовой категории до 75 кг по версии Союза пауэрлифтеров России 2018[9]
6. Серебряный призёр чемпионата России по жиму штанги лежа по версии Союза пауэрлифтеров России 2018[10][11]
7. Победитель 3 Кубка чемпионов Европы по пауэрлифтингу по версии AWPC 2018[12]
8. Бронзовый призёр чемпионата Европы по жиму штанги лежа по версии WRPF 2018[13]
9. Чемпион Европы по пауэрспорту по версии IPL 2018[источник не указан 1455 дней]
10. Чемпион Азии по пауэрлифтингу по версии AWPC 2018[источник не указан 1453 дня]
11. Чемпион Азии по жиму штанги лежа по версии AWPC 2018[источник не указан 1453 дня]
12. Обладатель Кубка России по пауэрлифтингу по версии AWPC 2018[источник не указан 1453 дня]